# Сини анархії
«Сини анархії» (англ. Sons of Anarchy, також «Діти анархії») — американський телевізійний серіал у жанрі кримінальної драми, створений Куртом Саттером. Виходив з 2008 по 2014 на кабельному телеканалі FX. Є одним з найуспішніших серіалів каналу FX. У серіалі зіграв Чарлі Ганнем у ролі Джексона «Джекса» Теллера, який спочатку був віце-президентом клубу, а згодом президентом. Після виявлення маніфесту, написаного його покійним батьком Джоном, який раніше очолював MC(motorcycle club), він незабаром починає ставити під сумнів клуб, себе та свої стосунки. Любов, братерство, вірність, зрада та викуп — це послідовні теми протягом усього серіалу.
Прем'єра серіалу відбулася 3 вересня 2008 року на кабельному каналі FX. Третій сезон приваблював в середньому 4,9 мільйона глядачів щотижня, що робить його найуспішнішим на той час, обігнавши «Щит», «Частини тіла» та «Врятуй мене». Прем'єри 4 та 5 сезонів стали двома найуспішнішими за рейтингами в історії телеканалу. Шостий сезон виходив в ефір з 10 вересня 2013 року по 10 грудня 2013 року. Сьомий сезон став фінальним.
Серіал домігся не тільки рейтингового успіху, але і хороших відгуків від критиків, які в основному хвалили гру Кеті Сагал, яка виконувала роль Джемми Теллер Морроу, Матріарха сімейства, яка за своє перевтілення отримала в 2011 році премію «Золотий глобус» за найкращу жіночу роль в телевізійному серіалі-драмі, отримала ряд інших нагород і номінацій.
У листопаді 2016 року FX оголосив про розробку спінофу — «Маянці», який зосереджена навколо латиноамериканського клубу.

## Сюжет
Серіал розповідає про один з чаптерів міжнародного клубу байкерів SAMCRO (Sons of Anarchy Motorcycle Club, Redwood Original), який займається незаконним продажем зброї, але при цьому намагається захистити своє містечко Чармінг (англ. Charming) від наркоторгівлі. Кожен сезон включає паралельні сюжетні лінії, які переплітаються і зосереджуються як на особистому, так і на сімейному житті головного героя Джексона «Джекса» Теллера (Чарлі Ганнем) і на SAMCRO. Клуб бере участь у бойових діях на заході США. Як віце-президент, а пізніше президент SAMCRO, Джекс намагається керувати клубом та спадщиною його засновника, його покійного батька Джона Теллера. Він часто суперечить своєму вітчиму Клею Морроу, який очолив клуб після смерті Джона, а також тепер одружений з мамою Джекса та вдовою Джона Джеммою Теллер Морроу.

### 1 сезон
Серіал починається з руйнування складу, який клуб використовує для зберігання зброї, що є їх основним джерелом доходу. Вагітна колишня дружина Джекса, яка залежна від метамфетаміну, стається передозування, і їй необхідно робити екстрений кесарів розтин. Народжується син Авель на десять тижнів раніше запланованого терміну. Згодом Джекс знаходить мемуари свого батька, коли він відвідує сховище, щоб зібрати старий дитячий одяг. Джон Теллер, батько Джекса, був одним із засновників SAMCRO, і книга описує його випробування та сподівання на клуб. Мати Джекса, Джемма Теллер-Морроу, тепер одружена з президентом SAMCRO Клеєм Морроу. Кращий друг Джекса Опі щойно вийшов з в'язниці, який сидів там через злочин, який пов'язаний з клубом. Перший сезон стосується того, як Джакс намагається примирити те, що відбувається з клубом, з тим, що він читає у спогадах свого батька. Опі намагається відіграти меншу роль у клубі, а місцеві та федеральні правоохоронні органи намагаються закрити SAMCRO.

### 2 сезон
Білі сепаратисти під назвою «Ліга американських націоналістів» (LOAN) прибувають до Чармінгу. Керівник LOAN Ітан Зобель намагається вигнати Синів Анархії з міста. Для того, щоб відправити повідомлення SAMCRO Зобель використовує мати Джемму викравши та зґвалтувавши її. Через неналежне вирішення внутрішньої проблеми, розрив між Клеєм та Джексом стає більшим. У другому сезоні SAMCRO бореться за контроль над Чармінгом.

### 3 сезон
Джемма переховується в Рог-Рівер, штат Орегон, разом із Тігом у будинку її батька Нейта, який страждає на деменцію. Після чого вона повертається до Чармінгу, щоб возз'єднатися зі своїм онуком, не підозрюючи, що його викрали. Повернення агента АТФ Шталья, який перекручує факти про вбивство Донни, Шталь намагається укласти угоду з Джексом за спиною клубу. Дізнавшись про викрадення онука, Джемма страждає на аритмію серця. Після того, як клуб повертається з Північної Ірландії, де зустрічались з іншим чаптером клубу. Агент Шталь розповідає клубу про угоди, які укладені між ним та Джексом, не знаючи, що Джекс і клуб все це планували, знаючи, що Шталь відмовиться від угоди. Джекса, Клея, Боббі, Тіга, Сіка і Хепі вивозять до в'язниці. Опі вбиває Шталя, щоб помститися за смерть дружини.

### 4 сезон
Ув'язнені члени клубу залишають в'язницю після свого 14-місячного перебування в ній, і їх зустрічає лейтенант Елі Рузвельт з департаменту шерифа Сан-Хоакіна. Вони також виявляють, що міським головою став брат шерифа Хейла. Прокурор США Лінкольн Поттер звертається за допомогою до лейтенанта Рузвельта для розгляду справи Ріко проти SAMCRO

### 5 сезон
В помсту за смерть Вероніки Поуп, «нінери» атакують SAMCRO і роблять засідку на вантаж. Зі смертю Піні Уінстон та наростаючим конфліктом між «нінерами» та SAMCRO, Джекс змушений зустрітися з Деймоном Попом, щоб зіткнутися з новою загрозою.

### 6 сезон
Після арешту Тари і Клея, Джекс намагається утримати SAMCRO, поки Тара знаходиться у в'язниці. Торік підходить як до Тари, так і до Клея і пропонує їм угоди в обмін на відмову від SAMCRO; спочатку обидва відмовляються, але Клей згодом погоджується, коли його кидають до загальної в'язниці. Сок повертається до Чармінгу, допомагаючи Боббі переїхати після відставки з посади віце-президента, що викликає гнів Чибса, який не вірить, що Джус був покараний достатньо за розмову з копами, а згодом побив його. Зі смертю Клея роман Джемми та Нерона стає міцнішим.

### 7 сезон
Джекс бореться зі своєю нещодавньою втратою і здається владі. Перебуваючи у в'язниці, Джекс приймає рішення, які кардинально змінюють напрямок роботи клубу, і використовує його, щоб помститися за смерть своєї дружини. Зі смертю Боббі у подальшій війні ненависть та брехня підживлюються Джеммою та Джусом, які переховаються від клубу. Після того, як Джекс дізнається правду, він працює, щоб налагодити ситуацію з усіма залученими сторонами. Серіал закінчується тим, що Джекс приносить остаточну жертву, щоб завершити свою частину історії SAMCRO, і здійснити зустріч зі своїм батьком.

## Акторський склад
| Актор            | Персонаж                     | Поява в сезонах | Поява в сезонах | Поява в сезонах | Поява в сезонах | Поява в сезонах | Поява в сезонах | Поява в сезонах | Поява в сезонах |
| Актор            | Персонаж                     | 1               | 2               | 3               | 4               | 5               | 6               | 7               | Епізоди         |
| ---------------- | ---------------------------- | --------------- | --------------- | --------------- | --------------- | --------------- | --------------- | --------------- | --------------- |
| Чарлі Ганнем     | Джексон «Джекс» Теллер       | 13              | 13              | 13              | 14              | 13              | 13              | 13              | 92              |
| Кеті Сагал       | Джемма Теллер Морроу         | 13              | 13              | 13              | 14              | 13              | 13              | 13              | 92              |
| Марк Бун         | Роберт «Елвіс» Мансон        | 13              | 13              | 13              | 14              | 13              | 13              | 13              | 92              |
| Кім Коутс        | Алекс «Тіг» Треджер          | 13              | 13              | 13              | 14              | 13              | 13              | 13              | 92              |
| Томмі Фленаган   | Філіп «Чібс» Телфорд         | 13              | 13              | 13              | 14              | 13              | 13              | 13              | 92              |
| Тео Россі        | Хуан-Карлос «Спритний» Ортіс | 11              | 13              | 13              | 13              | 13              | 13              | 13              | 89              |
| Дейтон Келлі     | Вейн Ансер                   | 11              | 11              | 11              | 12              | 10              | 12              | 13              | 80              |
| Меггі Сіфф       | Тара Ноулз                   | 13              | 13              | 13              | 14              | 13              | 13              |                 | 79              |
| Рон Перлман      | Кларенс «Клей» Морроу        | 13              | 13              | 13              | 14              | 13              | 13              |                 | 79              |
| Девід ЛеБрава    | «Щасливчик» Лоумен           | 5               | 9               | 11              | 9               | 13              | 11              | 12              | 70              |
| Райан Герст      | Гаррі «Рудий» Вінстон        | 10              | 13              | 13              | 13              | 4               |                 |                 | 53              |
| Вільям Лаккінг   | Пірмонт «Пайні» Вінстон      | 10              | 13              | 13              | 13              |                 |                 |                 | 49              |
| Джиммі Смітс     | Нерон «Неро» Паділья         |                 |                 |                 |                 | 12              | 13              | 13              | 38              |
| Ніко Нікотера    | Джордж «Рет» Скогстром       |                 |                 |                 | 9               | 5               | 11              | 12              | 37              |
| Дреа Де Маттео   | Венді Кейс                   | 6               |                 |                 | 2               | 4               | 10              | 13              | 35              |
| Джонні Льюїс     | Кіп «Омлет» Еппс             | 10              | 10              |                 |                 |                 |                 |                 | 20              |
| Тейлор Шерідан   | Девід Гейл                   | 10              | 10              | 1               |                 |                 |                 |                 | 21              |
| Еллі Вокер       | агент Джун Шталь             | 6               | 6               | 7               |                 |                 |                 |                 | 19              |
| Денні Трехо      | Ромеро «Ромео» Парада        |                 |                 |                 | 8               | 6               |                 |                 | 14              |
| Біллі Браун      | Август Маркс                 |                 |                 |                 |                 | 5               | 5               | 4               | 14              |
| Гейлі Макфарланд | Брук Путнер                  |                 |                 |                 |                 |                 | 2               | 9               | 11              |
| Аннабет Гіш      | лейтенант Алтея Джаррі       |                 |                 |                 |                 |                 |                 | 10              | 10              |
| Гарольд Перріно  | Деймон Поуп                  |                 |                 |                 |                 | 8               |                 |                 | 8               |
| Спрейг Грейден   | Донна Вінстон                | 7               |                 |                 |                 |                 |                 |                 | 7               |
| Кім Діккенс      | Колет Джейн                  |                 |                 |                 |                 |                 | 5               | 2               | 7               |
| Волтон Гоггінс   | Венус Ван Дамм               |                 |                 |                 |                 | 1               | 2               | 3               | 6               |
| Мерілін Менсон   | Рон Таллі                    |                 |                 |                 |                 |                 |                 | 6               | 6               |
| Кортні Лав       | місс Гаррісон                |                 |                 |                 |                 |                 |                 | 4               | 4               |

     = Головна роль
     = Роль другого плану
     = Гість
     = Не з'являється

## Список епізодів
Список епізодів телесеріалу «Сини анархії»
| Сезон | Сезон | Епізоди | Дата показу     | Дата показу       | Глядачі (у мільйонах) |
| Сезон | Сезон | Епізоди | Прем'єра        | Фінал             | Глядачі (у мільйонах) |
| ----- | ----- | ------- | --------------- | ----------------- | --------------------- |
|       | 1     | 13      | 3 вересня 2008  | 26 листопада 2008 | 2,21                  |
|       | 2     | 13      | 8 вересня 2009  | 1 грудня 2009     | 3,67                  |
|       | 3     | 13      | 7 вересня 2010  | 30 листопада 2010 | 3.22                  |
|       | 4     | 14      | 6 вересня 2011  | 6 грудня 2011     | 5.45                  |
|       | 5     | 13      | 11 вересня 2012 | 4 грудня 2012     | 4.37                  |
|       | 6     | 13      | 10 вересня 2013 | 10 грудня 2013    | 7,48                  |
|       | 7     | 13      | 9 вересня 2014  | 9 грудня 2014     | 4.60                  |

## Елементи

### Концепція клубу
Сини Анархії — байкерський мотоклуб, який має багато чаптерів(підрозділів) як у США, так і за кордоном. Серіал зосереджувався на оригінальному та початковому («материнському») підрозділі SAMCRO (Sons of Anarchy Motorcycle Club, Redwood Original). На чолі з президентом Клеєм Морроу, клуб «захищає» та контролює Чармінг завдяки тісним стосункам із громадою, хабарництвом та жорстокому залякуванні. У перші сезони намагалися триматись подалі від наркотиків та не допускали їх розповсюдження у місті. Клуб є прихильником ІРА.

### Засновники SAMCRO
Друзі середньої школи Джон Теллер і Пірмонт «Пайні» Вінстон стали співзасновниками SAMCRO в 1967 році після повернення з війни у В'єтнамі. Після народження синів Джона та Джемми, вони поселяються у рідному місті Джемми; ніколи офіційно не зазначалось, де клуб був заснований спочатку, але, оселившись у Чармінгу, він стає головним місцем клубу. Шість членів «Redwood Original 9» або «First 9» були ветеранами, а в кінці серіалу був живий лише Ленні Яновіц, третій член клубу та перший сержант-зброєносець. До інших «First 9» увійшли Чіко Віллануева, Отто Моран, Воллі Грейзер, Томас Вітні, Клей Морроу та ірландець Кіт Макгі, який засновував і очолив SAMBEL.

### Одяг
Учасники клубу носять жилети. Нашивка SOA на спині — це Похмурий Жнець, який тримає в одній руці кришталеву кулю із символом анархії, а в іншій має косу, в якої рукоятка замінена гвинтівкою М16, якою засновники клубу володіли під час війни у В'єтнамі. Тільки повноправні члени можуть носити нашивку, і багато з них мають татуювання на спині або його частини на руках. Кожен член клубу має нашивку на грудях, що ідентифікують членство в чартері. Також є нашивка за заслуги чи посаду в клубі, наприклад: «Men of Mayhem» носять члени клубу, які пролили кров від імені клубу; «First 9» носили перші дев'ять членів клубу; а також посади в клубі President/Vice President/Sergeant at Arms/Secretary.
Під час ведення клубних справ учасники завжди носять жилети; одним вагомим винятком з цього є протягом сезону 4, коли певна кількість членів SAMCRO перебуває під умовно-достроковим звільненням.
Жіночих персонажів, таких як Тара, Іма та Лайла, можна побачити у футболках, які мають назву «Сини анархії» або «SAMCRO», але ніхто за межами клубу не носить нашивок та одягу з символом клубу.

### Транспорт
Сини їздять на мотоциклах Harley-Davidson Dyna. Кожен байкер підлаштовує свій власний байк під свій індивідуальний стиль; однак усі вони фарбують свої байки в чорний колір. На байках присутній знак Синів, зазвичай це жнець або абревіатура «S.O.A.».

### Діяльність та філії
Деякі члени клубу працюють в місцевій промисловості; більшість з них працюють в гаражі Теллер-Морроу механіками та допомагають в інших бізнес-заходах клубу, таких як управління охороною або бухгалтерія в порностудіях. Однак вони в основному заробляють гроші, нелегально ввозячи зброю та продаючи її різним бандам, та захищаючи місцеві компанії, захищаючи цінні вантажні вантажі від викрадення. Протягом 4 сезону вони починають працювати з наркотиками для картелю Галіндо в обмін на готівку та захист. Протягом серіалу вони також керують порностудіями та ескорт-бізнесом, намагаючись заробляти законно.

## Критика
«Сини анархії» отримали дуже сприятливі відгуки. На вебсайті агрегатор рецензій Metacritic перший сезон набрав 68/100, другий сезон набрав 86/100, третій сезон набрав 84/100, четвертий сезон набрав 81/100, п'ятий сезон набрав 72/100, шостий сезон набрав 74/100, а заключний сезон набрав 68/100.